# Turizam u Poljskoj
Turizam Poljske dio je globalnoga turističkoga tržišta uz neprekidno povećanje broja posjetitelja. Turizam u Poljskoj doprinosi ukupnom gospodarstvu zemlje. Najpopularniji gradovi su: Krakov, Varšava, Wrocław, Gdańsk, Poznań, Szczecin, Lublin, Toruń, Zakopane, te rudnik soli u Wieliczki i povijesni lokalitet Auschwitz - njemački nacistički koncentracijski logor u Oświęcimu. 
Najbolja rekreativna odredišta uključuju jezera u Varminsko-mazurskom vojvodstvu, obalu Baltičkog mora, planine Tatre (najviši planinski lanac Karpata), Sudete i Bjelovešku šumu. Glavna turistička ponuda Poljske sastoji se od razgledavanja gradskih i izvan gradskih povijesnih spomenika, poslovnih putovanja, agroturizma, planinarenja (trekkinga) i penjanja među ostalima. Poljska je 17. najposjećenija zemlja na svijetu prema Svjetskoj turističkoj organizaciji (UNWTO).
Poljska, posebice nakon ulaska u Europsku uniju 2004. godine, postala je država koju često posjećuju turisti. Većina turističkih atrakcija u Poljskoj povezane su s prirodnim okolišem, povijesnim znamenitostima i kulturnim događanjima. Svake godine privlače milijune turista iz cijelog svijeta. Godine 2016., broj dolazaka u Poljsku iznosio je 80,5 milijuna; 17,5 milijuna od tog broja dolazaka smatraju se u turističke svrhe (s najmanje jednim noćenjem).